# (10523) D'Haveloose
(10523) D'Haveloose (1990 SM6) – planetoida z grupy pasa głównego asteroid okrążająca Słońce w ciągu 3,44 lat w średniej odległości 2,28 j.a. Odkryta 22 września 1990 roku.